# Frida Thurm
Frida Thurm ist eine deutsche Journalistin und verantwortliche Redakteurin bei Zeit Online.

## Karriere
Thurm studierte Politikwissenschaft am Otto-Suhr-Institut an der Freien Universität Berlin und schloss 2010 mit dem Diplom ab. Von 2012 bis 2013 besuchte sie die Henri-Nannen-Journalistenschule in Hamburg. Thurm verantwortet seit Februar 2022 das Gesellschaftsressort von Zeit Online. Als Redakteurin hat sie sich dort zuvor seit 2013 unter anderem mit den Themen Kriminalität, Polizei und innere Sicherheit beschäftigt. Sie ist Teil des Redaktionsteams von Plan D, einem Crowdsourcingprojekt von Zeit Online zu gesellschaftlichen Problemen und Lösungen.

## Auszeichnungen
2021 wurde sie mit dem Beitrag Wie rechtfertigt ein Priester einen Völkermord, Herr Schomburg? für den Deutschen Reporterpreis in der Kategorie „Interview“ nominiert.
2016 erhielt sie gemeinsam mit Hans Jakob Rausch den Coburger Medienpreis für den Dokumentarfilm 7 Tage Bürgerwehr.